# Ímatindur
Ímatindur är en bergstopp i republiken Island. Den ligger i regionen Austurland, 400 km öster om huvudstaden Reykjavík. 
Runt Ímatindur är det mycket glesbefolkat, med 3 invånare per kvadratkilometer. Närmaste större samhälle är Neskaupstaður, omkring 11 kilometer norr om Ímatindur. Trakten runt Ímatindur består i huvudsak av gräsmarker.